# 小林清親

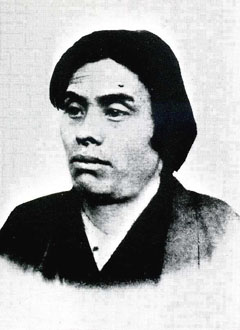
小林清親

小林清親（1847年—1915年）是日本浮世绘画家、版畫家。出生於江戶。主要作品『小梅曳船夜圖』『東京新大橋雨中圖』『銀座日報社前』『内国勸業博覧会瓦斯館』『九段坂五月夜』等。

## 外部連結
- 维基共享资源上的相關多媒體資源：小林清親